# Serrognathus platymelus
Serrognathus platymelus is een keversoort uit de familie vliegende herten (Lucanidae). De wetenschappelijke naam van de soort is voor het eerst geldig gepubliceerd in 1854 door Saunders.